# Lider (zespół muzyczny)
Lider – polski zespół muzyczny wykonujący disco polo, założony w 1995 roku.

## Historia zespołu
Zespół Lider powstał w 1995 roku z inicjatywy Jana Kowalskiego, Mirosława Kowalskiego i Eugeniusza Szemieta.
W swojej dyskografii zespół ma 3 albumy i liczne przeboje, w tym m.in.: „Biała lilia”, „Zaczarowany świat”, „Moja gitara”, „Nie wiem gdzie”, „Zaczaruj mnie”, „Gdybym mógł polecieć”, „Suknie kolorowe” czy „Jeden znak”. Nagrał również piosenki z zespołem Akcent, takie jak m.in. „Pieśń o pokoju” i „Moja gitara”.
Trzykrotnie gościł w programie emitowanym przez Polsat, zatytułowanym Disco Polo Live, w odcinku 66, emitowanym 3 maja 1997, 180 (nawet i jest prowadzącym program), emitowanym 31 lipca 1999 i 194, emitowanym 7 listopada 1999.
Pod koniec 1999 roku zespół Lider podjął decyzję o rozpadzie zespołu.
Na początku 2018 roku po 18 latach przerwy zespół Lider wznowił działalność, który zaśpiewał piosenkę „Moja gitara” w duecie z zespołem Akcent.

## Dyskografia

### Albumy
| Rok  | Album                                                                               |
| ---- | ----------------------------------------------------------------------------------- |
| 1996 | Suknie kolorowe - Data: 1996 - Wydawca: Green Star - Nośnik: kaseta magnetofonowa   |
| 1999 | Zaczarowany świat - Data: 1999 - Wydawca: Green Star - Nośnik: kaseta magnetofonowa |
| 2001 | Wiosaczka - Data: 2001 - Wydawca: brak - Nośnik: kaseta magnetofonowa               |
| 2009 | Maja Daroha U Swiet - Data: 2009 - Wydawca: brak - Nośnik: płyta kompaktowa         |

### Single
| Rok  | Tytuł                          | Pozycja na liście | Pozycja na liście                         | Certyfikat              | Album             |
| Rok  | Tytuł                          | POL Dance         | Najwyższe pozycje na liście przebojów DPL | Certyfikat              | Album             |
| ---- | ------------------------------ | ----------------- | ----------------------------------------- | ----------------------- | ----------------- |
| 1996 | „Suknie kolorowe”              |                   | 12                                        |                         | Suknie kolorowe   |
| 1996 | „Moja gitara”                  |                   | 9                                         |                         | Suknie kolorowe   |
| 1997 | „Czarne oczy”                  |                   | 1                                         |                         | Suknie kolorowe   |
| 1997 | „Nie przypominaj”              |                   | 1                                         |                         | Suknie kolorowe   |
| 1997 | „Nie wiem gdzie”               |                   | 1                                         |                         | Zaczarowany świat |
| 1998 | „Pieśń o pokoju” (oraz Akcent) |                   | 1                                         |                         | Duety             |
| 1999 | „Zaczarowany świat”            |                   | 3                                         |                         | Zaczarowany świat |
| 2018 | „Moja gitara” (oraz Akcent)    | 12                | 1                                         | - ZPAV: platynowa płyta | Reaktywacja       |
| 2019 | „Wszystkie kwiaty na ziemi”    | 23                |                                           |                         | Reaktywacja       |